# 울려라! 유포니엄 (애니메이션)
《울려라! 유포니엄》(響け！ユーフォニアム 히비케 유훠니아무[*], Sound! Euphonium)은 타카라지마샤 문고에서 발매된 타케다 아야노의 소설 《울려라! 유포니엄》을 원작으로 한 애니메이션이다. 교토 애니메이션에서 애니메이션을 제작하였고, 2015년 4월 7일부터 6월 30일까지 TOKYO MX 등에서 제1기가 방영되었고 2016년 10월 5일부터 12월 28일까지 제2기가 방영되었다. 2016년 4월 23일에는 제1기의 총집편 극장판 《극장판 울려라! 유포니엄 ~키타우지 고교 관악부에 오신 것을 환영합니다~》를 개봉하였고, 2017년에는 제2기의 극장판 《극장판 울려라! 유포니엄 ~전하고 싶은 멜로디~》가 개봉하였다.
2018년에는 스핀오프 영화 《리즈와 파랑새》가, 2019년에는 소설 울려라 유포니엄의 '파란의 2악장'을 원작으로 제작한 극장판 《극장판 울려라! 유포니엄 ~맹세의 피날레~》가 일본에서 개봉했다. 2023년에는 《극장판 울려라! 유포니엄: 앙상블 콘테스트》가 공개되었다. 《맹세의 피날레》와 《앙상블 콘테스트》는 '쿠미코 2학년편'이라고 불리고 있다.
2024년 4월부터 6월까지 제3기가 NHK 교육 텔레비전에서 방영되었다. '쿠미코 3학년편'이 그려진다.

## 등장인물
학년은 특별한 표기가 없으면 쿠미코 1학년 때의 것이다. 한국어 성우는 블루레이 판매분 기준이다.

### 1학년
오마에 쿠미코(黄前 久美子)
성우: 쿠로사와 토모요/신온유
이 작품의 주인공으로, 초등학교 4학년 때부터 유포니움을 불어왔다. 새로 시작해보고 싶은 마음과, 세일러복에 끌려 일부러 먼 곳에 있는 키타우지 고등학교에 입학했다. 주변에 휩쓸리기 쉬운 성격으로, 취주악부도 언니를 따라 시작한 것이고, 유포니움을 시작한 까닭도 아무도 유포니움을 하려 하지 않자 선생님의 부탁으로 맡게 되었다. 이후 고등학교 취주악부 또한 분위기에 휩쓸려 들어오고, 다른 악기를 해 보려고 했으나 또 다시 유포니움을 하게 된다.
생각한 것을 무심코 그대로 말해버리는 버릇 때문에 중학교 경연 대회에서 레이나에게 해버린 말을 매우 신경쓰고 있다. 이후 여러 사건들을 겪으면서 오해를 해결하고 둘은 서로 터놓을 수 있는 친구 관계가 된다. 성격은 차분하고 소탈한 편이며, 다양한 모습을 가진 현실성 있는 성격으로, 애니메이션 내에서도 쿠미코의 다양한 표정을 볼 수 있다.
슈이치와는 소꿉친구 관계에 다가 같은 중학교 취주악부에서 활동하기도 했고 사는 집(멘션) 또한 같다. 둘의 관계는 정식으로 사귀는 건 아니지만 뜨뜻미지근한 관계라 할 수 있는데, 쿠미코와 레이나의 관계에 중점을 둔 애니메이션에서는 이런 묘사가 많이 줄었다.
코사카 레이나(高坂 麗奈)
성우: 안자이 치카/최정윤
쿠미코와 같은 중학교 취주악부로 활동하였고 트럼펫을 맡고 있다. 전문 연주자인 아버지의 영향으로 어릴 적부터 연주를 해왔고, 개인 교습을 받고 있기 때문에 뛰어난 실력을 가지고 있다. 작중에서 상당한 아름다운 사람으로 묘사되고 있으며, 성적 또한 매우 좋다. 타키 노보루를 좋아해, 그가 키타우지 고등학교 취주악부의 고문으로 취임한다는 소식을 듣고, 취주악 강호 학교인 릿카 고교에서 자기 학교에 들어오면 학비를 내지 않아도 된다는 제의를 마다하고 키타우지 고등학교에 들어간다.
차분한 성격이며, 조용하고 새침해보이는 모습이지만 사실은 대단한 정열이 있으며 야심가이기도 하다. 진지하게 음악에 꿈을 두고 있기 때문에 그렇지 않은 부원들과 대립하는 편이다. 대체로 매우 예의바른 성격임에도 말주변이 없고 어딘가 딱딱한 태도 탓에 그다지 다가오는 사람들은 없고, 본인도 구태여 자신과 맞지 않는 사람들과는 지나치게 어울리려 하지 않는다. 쉽게 욱하는 면도 있지만 꽁하지 않고 담아두지 않는다.
카토 하즈키(加藤 葉月)
성우: 아사이 아야카/장미
고등학교에 들어와 쿠미코와 같은 반이 된 학생으로, 취주악부에서는 튜바를 맡고 있다. 중학교 때는 동아리가 테니스였으며, 악기는 처음이다. 트럼펫이 멋있어서 취주악부에 들어갔으나, 어쩌다보니 튜바를 맡게 되었다. 뜻하지 않게 슈이치에게 도움을 받은 것을 계기로 슈이치에게 반하게 되지만 슈이치는 이미 마음이 쿠미코에게 가 있었기 때문에 거절당한다. 활발하고 밝은 성격을 가지고 있으며, 취주악부 활동에도 열심히 참가하지만, 그만큼 실력은 잘 늘지 않아 고민하기도 한다.
카와시마 사파이어(川島 緑輝)
성우: 토요타 모에/장예나
역시 고등학교에 들어와 쿠미코와 같은 반이 된 학생으로, 콘트라베이스를 맡고 있다. 이름은 '녹색 빛'이라는 뜻의 '緑輝'라고 쓰고 '사파이어'라고 읽는다. 본인은 이 이름을 대단히 부끄러워하기 때문에 남에게 자신을 '미도리(緑)'라는 애칭으로 부르길 바라고, 스스로도 이렇게 부른다. 사립 여자 학교인 세이조 학원 출신으로, 순정 만화다운 청춘을 보내고 싶어서 남녀공학인 키타우지 고등학교에 입학했다. 중학교 때도 취주악부에서 콘트라베이스를 담당했는데, 3년 내내 전국 경연 대회에 출전해 매번 금상을 수상한 경력을 가지고 있는 만큼 실력은 좋은 편이다. 하지만 진지하게 진로를 음악 쪽으로 생각하고 있지는 않고, 음악을 어디까지나 취미 생활로 생각한다. 밝은 성격으로, 매사에 자신감을 가지고 노력한다.
츠카모토 슈이치(塚本 秀一)
성우: 이시야 하루키/정의한
쿠미코와 소꿉친구 관계로, 트롬본을 맡고 있다. 중학교 때는 호른을 불었지만, 고등학교에서는 자기가 하고 싶었던 트롬본을 연주하게 된다. 주변 사람들은 쿠미코와 사귀는 관계라고 생각했지만, 쿠미코는 이를 부정하고, 슈이치 또한 딱히 좋아한다는 생각은 없었다. 이후 하즈키의 고백을 계기로 슈이치와 쿠미코 둘 다 서로를 좀 더 의식하게 된다. 취주악부에 얼마 없는 남학생 중 한 사람이며, 연주 실력이 조금씩 늘어나는 취주악부의 모습을 대표해서 보여준다.

### 2학년
고토 타쿠야(後藤 卓也)
성우: 츠다 켄지로
2학년. 담당 악기는 튜바. 흑연의 안경을 착용한 크고 과묵한 남학생. 중1의 겨울에 육상부를 그만두고 취주악부에 들어갔다.
나가세 리코(長瀬 梨子)
성우 - 코보리 미유키
2학년. 담당 악기는 튜바. 고토와 사귀고 있다.
나카가와 나츠키(中川 夏紀)
성우: 후지무라 코노미/송하림
맡고 있는 악기는 유포니움이다. 작품 초반에는 부활동에 나오기만 하고 의욕 없는 모습을 보였으나 타키 선생이 고문을 맡게 된 이후 취주악부의 분위기가 바뀌면서 다시 의욕을 찾기 시작했다. 자신을 제치고 경연 대회에 나가는 쿠미코를 온 힘으로 응원해주고 경연 대회에 나가지 못하게 된 하즈키를 잘 챙겨주기도 한다.
요시카와 유코(吉川 優子)
성우: 야마오카 유리/방연지
맡고 있는 악기는 트럼펫이다. 많은 1학년생들이 취주악부에서 나갔을 때, 자신도 취주악부를 그만두려 했으나, 카오리의 격려로 취주악부에 남기로 했고, 그 뒤에는 카오리와 가까워진다. 레이나가 카오리를 제치고 트럼펫 독주 부분을 담당하게 되자, 카오리가 트럼펫 독주를 불 수 있게 하기 위해서 다양한 사건과 갈등을 일으킨다. 이후 사건이 마무리 되고는 레이나와도 좋은 선후배로 지내게 된다.
요로이즈카 미조레(鎧塚 みぞれ)
성우: 타네자키 아츠미/윤은서
2학년. 담당 악기는 오보에. 키사키 노조미에게 초대되어 '미나미중'의 취주악부에 소속되어 있었다.
카사키 노조미(傘木 希美)
성우: 토야마 나오/김가령
2학년. 담당 악기는 플루트. 지난해 대량퇴부 사건으로 취주악부를 퇴부했다.

### 3학년
오가사와라 하루카 (小笠原 晴香)
성우: 하야미 사오리/김연우
취주악부의 부장이며, 바리톤 색소폰을 맡고 있다. 원래 자신감이 없는 성격이고, 부장도 아스카가 마다해서 맡게 된 것이라 지도자로서 위태한 모습을 보이다가 아오이가 부에서 나가자 결국 무너져 버린다. 이후 카오리의 격려로 자신감을 찾은 뒤 점점 부장다운 모습을 보여준다.
타나카 아스카 (田中 あすか)
성우: 코토부키 미나코/김율
취주악부의 부부장으로, 유포니움을 맡고 있다. 뛰어난 처세술과 통솔력의 소유자에다가 뭐든지 잘 하기 때문에 취주악부 부장을 하라는 제의를 받았지만 마다했다. 쓸데없는 부분에서 참견하는 모습을 보이나, 작중 사건들을 어떤 태도로 바라보는지 살펴보면 자신에게 이득이 되지 않는 일에는 전혀 관심을 가지지 않고 언제나 중립을 유지함을 알 수 있다.
나카세코 카오리 (中世古 香織)
성우: 치하라 미노리/조경이
트럼펫을 맡고 있으며, 빼어난 외모와 상냥한 성격 때문에 인기가 많다. 트럼펫 연주 실력은 좋은 편이지만, 지난 해까지 학년 순서대로 경연 대회에 나갔기 때문에 그 대회에 나가지 못했다. 트럼펫 독주 부분을 두고 다시 선발 시험을 하는 등 레이나와 갈등하지만, 레이나의 수준이 다른 연주를 듣고 결국 독주 부분을 포기한다.
사이토 아오이 (齋藤 葵)
성우: 히카사 요코/김새해
쿠미코와 슈이치와 소꿉친구였던 학생으로, 색소폰을 맡고 있다. 작품 중반에 입시 문제로 취주악부를 나가지만, 사실상 작년에 많은 1학년생들이 나간 것과 관련된 죄책감 때문에 나간 것이라 할 수 있다.

### 쿠미코 2학년 때 신입 부원
히사이시 카나데(久石 奏)
성우 - 아마미야 소라
쿠미코 2학년 때의 1학년. 담당 악기는 유포니엄.
츠키나가 모토무(月永 求)
성우 - 츠치야 신바
쿠미코 2학년 때의 1학년. 담당 악기는 콘트라베이스.
스즈키 미레이(鈴木 美玲)
성우: 나나세 아야카
쿠미코 2학년 때의 1학년. 담당 악기는 튜바.
스즈키 사츠키(鈴木 さつき)
성우: 쿠노 미사키
쿠미코 2학년 때의 1학년. 담당 악기는 튜바. 미레이와는 같은 초등학교였지만 다른 중학교에 진학해 고등학교에서 재회했다.
켄자키 리리카(剣崎 梨々花)
성우: 스키우라 시오리
쿠미코 2학년 때의 1학년. 담당 악기는 오보에. 쿠미코가 3학년대에서는 신입생 지도계가 된다.

### 쿠미코 3학년 때 신입 부원
쿠로에 마유
성우: 토마츠 하루카
쿠미코와 같은 학년. 담당 악기는 유포니엄. 3학년부터 후쿠오카의 취주악의 강호교 세이라여자고교에서 전학 왔다.
카마야 스즈메(釜屋 すずめ)
성우: 나츠카와 시이나
쿠미코 3학년 때의 1학년. 담당 악기는 튜바. 츠바메의 여동생.
카미이시 야요이(上石 弥生)
성우: 마츠다 아야네
쿠미코 3학년 때의 1학년. 담당 악기는 튜바.
하리야 카호(針谷 佳穂)
성우: 테라사와 모모카
쿠미코 3학년 때의 1학년. 담당 악기는 유포니엄.
요시이 사리(義井 沙里)
성우: 스야마 에미리
쿠미코 3학년 때의 1학년. 담당 악기는 클라리넷.

### 고문 및 코치
타키 노보루 (滝 昇)
성우: 사쿠라이 타카히로/장민혁
키타우지 고등학교 취주악부에 새로 부임한 고문 선생님이다. 첫 합주 연습이 흐트러지자 합주 중간에 끊어버리고 독설을 내뱉는다거나, 각 부문별 연습에서도 정확하지만 사람의 마음을 불편하게 하는 지도를 한다. 하지만 이는 학생들이 의욕을 내게끔 하기 위한 것으로, 다시 찾아온 합주 연습에서 자신들의 달라진 소리를 들은 학생들은 타키 노보루를 믿고 전국 경연 대회를 향하여 달리게 된다.
마츠모토 미치에 (松本 美知恵)
성우: 히사카와 아야/송하림
쿠미코, 하즈키, 사파이어가 속한 반의 담임으로 취주악부의 부고문이기도 하다. 원리원칙 주의자에다가 엄격한 선생님으로 나오나, 한 명씩 학생들을 대할 때는 부드럽다.
하시모토 마사히로(橋本 真博)
성우: 나카무라 유이치
타키의 대학 시절 친구. 퍼커션의 프로로, 여름방학 동안, 키타우지 고교 취주악부의 임시 코치를 맡는다.
니이야마 사토미(新山 聡美)
성우: 쿠와시마 호코
타키의 대학 시대로부터의 친구이며 후배. 전문은 플루트. 키타우지의 합숙에서 목관 파트 지도를 맡는다.

## 스태프
|                                          | 제1기                                         | 제2기                                         | 제3기                                                             |
| ---------------------------------------- | --------------------------------------------- | --------------------------------------------- | ----------------------------------------------------------------- |
| 원작                                     | 타케다 아야노                                 | 타케다 아야노                                 | 타케다 아야노                                                     |
| 원작 일러스트                            | 아사다 닛키                                   | 아사다 닛키                                   | 아사다 닛키                                                       |
| 감독                                     | 이시하라 타츠야                               | 이시하라 타츠야                               | 이시하라 타츠야                                                   |
| 부감독                                   | 빈칸                                          | 빈칸                                          | 오가와 타이치                                                     |
| 시리즈 구성·각본                         | 하나다 줏키                                   | 하나다 줏키                                   | 하나다 줏키                                                       |
| 캐릭터 디자인                            | 이케다 쇼코                                   | 이케다 쇼코                                   | 이케다 쇼코                                                       |
| 캐릭터 디자인                            | 빈칸                                          | 빈칸                                          | 이케다 카즈미                                                     |
| 총작화 감독                              | 이케다 쇼코                                   | 이케다 쇼코                                   | 이케다 카즈미                                                     |
| 시리즈 연출                              | 야마다 나오코                                 | 야마다 나오코                                 | 빈칸                                                              |
| 악기 설정                                | 타카하시 히로유키                             | 타카하시 히로유키                             | 타카하시 히로유키                                                 |
| 악기 작감(제1·2기) 악기 작화 감독(제3기) | 타카하시 히로유키                             | 타카하시 히로유키                             | 오오타 미노루                                                     |
| 미술 감독                                | 시노하라 무츠오                               | 시노하라 무츠오                               | 시노하라 무츠오                                                   |
| 3D 미술                                  | 우노구치 조지                                 | 우노구치 조지                                 | 우노구치 조지                                                     |
| 색채 설계                                | 타케다 아키요                                 | 타케다 아키요                                 | 타케다 아키요                                                     |
| 촬영 감독                                | 타카오 카즈야                                 | 타카오 카즈야                                 | 타카오 카즈야                                                     |
| 3D 감독                                  | 빈칸                                          | 빈칸                                          | 토미사카 노리히로                                                 |
| 음향 감독                                | 츠루오카 요타                                 | 츠루오카 요타                                 | 츠루오카 요타                                                     |
| 음향 제작                                | 라쿠온샤                                      | 라쿠온샤                                      | 교토 애니메이션                                                   |
| 음악                                     | 마츠다 아키토                                 | 마츠다 아키토                                 | 마츠다 아키토                                                     |
| 음악 감수(제1·2기) 취주악 감수(제3기)    | 오와다 마사히로                               | 오와다 마사히로                               | 오와다 마사히로                                                   |
| 음악 프로듀서                            | 사이토 시게루                                 | 사이토 시게루                                 | 사이토 시게루                                                     |
| 음악 제작                                | 란티스                                        | 란티스                                        | 란티스                                                            |
| 음악 제작                                | 빈칸                                          | 빈칸                                          | 하트 컴퍼니                                                       |
| 음악 제작 협력                           | 센조쿠학원음악대학                            | 센조쿠학원음악대학                            | 센조쿠학원음악대학                                                |
| 연주 협력                                | 프레쉬맨 윈드 앙상블                          | 프레쉬맨 윈드 앙상블                          | 프로그레시브! 윈드 오케스트라                                     |
| 기획 프로듀서                            | 핫타 히데아키                                 | 핫타 히데아키                                 | 핫타 히데아키                                                     |
| 프로듀서                                 | 오오하시 에하루 나카무라 신이치 사이토 시게루 | 오오하시 에하루 나카무라 신이치 사이토 시게루 | 나카무라 신이치 우스쿠라 류타로 야스이 카즈나리 야라미즈 요시후미 |
| 프로듀서                                 | 빈칸                                          | 세나미 리리                                   | 세나미 리리                                                       |
| 애니메이션 제작 협력                     | 애니메이션 Do                                 | 애니메이션 Do                                 | 빈칸                                                              |
| 애니메이션 제작                          | 교토 애니메이션                               | 교토 애니메이션                               | 교토 애니메이션                                                   |
| 제작                                     | 『울려라!』 제작위원회                        | 『울려라!』 제작위원회                        | 『울려라!』 제작위원회 2024                                       |

## 설정
작품의 공간적 배경은 교토부 우지시로, 원작자 타케다 아야노의 출신지이며 이 애니메이션을 제작한 교토 애니메이션의 본사가 있는 지역이기도 하다. 원작에서는 오마에 쿠미코를 제외한 모든 등장 인물들이 관서 사투리를 사용하지만, 애니메이션에서는 모두 표준어를 쓴다.
키타우지 고등학교는 딱히 특별한 점이 없는 평범한 고등학교이지만, 교복이 세라복이라는 점 때문에 여학생들에게 인기가 좋다고 한다. 과거에는 전국대회까지 나간 적이 있을 정도로 취주악의 강호였으나, 당시의 고문선생님이 학교를 떠나면서 작품 시작 시점에는 부대회도 통과하지 못하는 실력으로 묘사된다.
일반적으로 일본의 취주악부 콩쿨은 2~3단계를 걸쳐 전국대회 출전이 정해지게 되며, 작중배경인 교토 지역의 경우 부대회와 지부대회의 2단계로 정해진다. 작중에서 관서지부대회에는 전통의 3강이 있다고 묘사되는데, 이들 3개 고교는 제각기 관서에 실제로 존재하는 학교를 모델로 하고 있다.
작중 취주악부의 인원구성은 3학년 28명, 2학년 14명, 1학년 22명으로 2학년생의 수가 유별나게 적다. 작품 초반부에 그 이유가 나오는데, 쿠미코 일행이 입학하기 전년도에 의욕 있는 1학년생들은 전국대회까지는 아니더라도 노력은 해보자고 선배들에게 건의했으나, 이걸 귀찮게 여긴 3학년들은 그 1학년생들을 무시했다. 콩쿨 출전 또한 실력과 관계없이 고학년 우선으로 출전하였고, 결국 이것이 1학년의 대거 퇴부로 이어졌다. 당시 2학년들은 분위기상 선배들을 따르긴 했지만 3학년처럼 막장은 아니었고, 덕분에 현재 3학년들은 그럭저럭 실력이 괜찮은 편이다.

## 특징

### 구성 및 작화
라이트노벨이나 만화가 아닌 소설을 원작으로 했기 때문에, 여타 애니메이션들과는 분위기가 다른 편이다. 작위적으로 드러나는 모에 요소가 거의 없고, 대사와 스토리 전개도 담백한 편이다. 원래 작화로는 호평받는 교토 애니메이션이지만, 이 작품은 특히 뛰어난 작화가 돋보인다. 극장판급의 퀄리티를 보여주는 장면들이 많으며, 최종화의 콩쿠르 장면에서는 악기의 운지 하나하나까지 전부 묘사되고 있다.

### 원작 소설과의 차이점
캐릭터나 몇몇 사건들의 자잘한 개변은 있지만, 커다란 내용 자체는 원작과 그대로 진행된다. 가장 크게 바뀐 부분은 쿠미코와 레이나의 관계로, 원작에서 둘의 관계는 서로 터놓을 수 있는 친구 관계지만, 애니메이션에서는 쿠미코가 레이나를 동경하고 있는 것으로 묘사된다. 또한 백합으로 보일 수 있는 전개 때문에 논란이 있기도 했다. 특히 8화의 경우 대사 자체는 원작에 나오는 대사를 사용하였지만, 원작에서는 농담처럼 연출되어있는 반면 애니메이션에서는 상당히 진지하게 연출하여 분위기를 달달하게 만들어 놓았다. 이에 대해 감독은 애니메디아 8월호 인터뷰에서 쿠미코와 레이나의 관계에 대해 "남자가 남자에게 반한다. 라는 감각을 그리고 싶었다."라는 발언을 하였다.

### 무대의 모델
작품의 공간적 배경이 되는 곳은 교토부 우지시이며, 대부분 무대들이 우지시에 집중적으로 위치한다. 작중에 등장하는 화면들은 실제 배경과 거의 일치하게 재현되어 있다. 주인공들이 다니고 있는 키타우지 고등학교의 경우는 모델이 된 토도우 고등학교의 위치와 작중에서 묘사되는 위치가 다르다. 중요 무대로는, 여러 화에서 나오는 우지카와, 8화에서 쿠미코와 레이나가 올라갔던 산인 다이키치야마, 최종화에서 콩쿨을 했던 교토 콘서트홀 등이 있다.

## 음악

### 1기
오프닝
- 〈Dream Solister〉[5]
  - 작사 - 카라사와 미호, 작곡·편곡 - 카토 유스케
  - 노래 - TRUE (카라사와 미호)

엔딩
- 〈Tutti!〉[5]
  - 작사·작곡 - ZAQ, 편곡 - 타카다 쿄
  - 노래 - 키타우지 카르텟[d]

삽입곡
- TVA 1화: 난폭한 장군의 테마(暴れん坊将軍のテーマ) / 지옥의 오르페우스
- TVA 3화: 드보르작 9번 교향곡 신세계에서(안토닌 드보르작)
- TVA 4화: 해병대
- TVA 5화: RYDEEN(옐로우 매직 오케스트라) / 푸니쿨리 푸니쿨라
- TVA 6화: 반짝반짝 작은 별
- TVA 8화: 사랑을 발견한 장소(愛を見つけた場所) / 초승달의 춤(三日月の舞)
- TVA 13화: 프로방스의 바람(プロヴァンスの風), 초승달의 춤 / 세헤라자데 Op.35(니콜라이 림스키코르사코프)
  - 초승달의 춤(三日月の舞)은 애니메이션을 위해 새로 작곡된 취주악곡으로, 음악을 담당한 마츠다 아키토가 작곡했다.

캐릭터송
- Vol.1: 오마에 쿠미코[6]
  - 1. 明日へのEuphony
  - 2. BrushUp×BrassUp

- . Vol.2: 카토 하즈키[6]
  - 1. Hyper tune♪
  - 2. Little-Note

- Vol.3: 카와시마 사파이어[6]
  - 1. 流線コントラスト
  - 2. I LOVE MUSIC

- Vol.4: 코사카 레이나[6]
  - 1. 心響プロジェクター
  - 2. Golden Halo

3번 트랙에는 각 캐릭터의 담당 악기로 연주한 반주곡이 수록되어 있고, 4, 5번 트랙에는 캐릭터송의 OFF VOCAL버전이 수록되어 있다.

### 2기
오프닝
- 〈사운드스케이프〉(サウンドスケープ)
  - 작사 - 카라사와 미호, 작곡·편곡 - 와타나베 타쿠야
  - 노래 - TRUE (카라사와 미호)

엔딩
- 〈비바체!〉(ヴィヴァーチェ!)
  - 작사·작곡 - ZAQ, 편곡 - 타카다 쿄
  - 노래 - 키타우지 카르텟

### 3기
오프닝
- 〈ReCoda〉
  - 작사 - 카라사와 미호, 작곡 - 토미타 카즈키, hisakuni, 편곡 - 스즈키 마사야, 소기 타쿠마, 야마모토 타쿠오
  - 노래 - TRUE

엔딩
- 〈음색의 저편〉(音色の彼方)
  - 작사·작곡 - ZAQ, 편곡 - 시라토 유스케
  - 노래 - 키타우지 카르텟

## 방영 리스트
| 화수   | 제목                                               | 그림 콘티                                       | 연출                                            | 작화 감독                                     | 방송일          |
| 제1기  | 제1기                                              | 제1기                                           | 제1기                                           | 제1기                                         | 제1기           |
| ------ | -------------------------------------------------- | ----------------------------------------------- | ----------------------------------------------- | --------------------------------------------- | --------------- |
| 제1회  | ようこそハイスクール 고등학교에 오신 걸 환영합니다 | 야마다 나오코                                   | 야마다 나오코                                   | 아키타케 세이이치                             | 2015년 4월 8일  |
| 제2회  | よろしくユーフォニアム 잘 부탁해, 유포니엄         | 이시하라 타츠야                                 | 이시하라 타츠야                                 | 히키야마 카요                                 | 4월 15일        |
| 제3회  | はじめてアンサンブル 첫 앙상블                     | 야마무라 타쿠야                                 | 야마무라 타쿠야                                 | 이케다 카즈미                                 | 4월 22일        |
| 제4회  | うたうよソルフェーヅュ 노래하자, 솔페주            | 이시하라 타츠야 야마다 나오코                   | 유키무라 아이                                   | 우에노 치요코                                 | 4월 29일        |
| 제5회  | ただいまフェスティバル 지금은 페스티벌             | 미요시 이치로                                   | 미요시 이치로                                   | 마루키 노부아키                               | 5월 6일         |
| 제6회  | きらきらチューバ 반짝 반짝 튜바                    | 카와나미 에이사쿠                               | 카와나미 에이사쿠                               | 히키야마 카요                                 | 5월 13일        |
| 제7회  | なきむしサクソフォン 울보 색소폰                   | 타케모토 야스히로                               | 타케모토 야스히로                               | 니시야 후토시                                 | 5월 20일        |
| 제8회  | おまつりトライアングル 축제 트라이앵글             | 후지타 하루카                                   | 후지타 하루카                                   | 아키타케 세이이치                             | 5월 27일        |
| 제9회  | おねがいオーディション 오디션을 부탁해             | 키타노하라 노리유키                             | 키타노하라 노리유키                             | 세자키 리에                                   | 6월 3일         |
| 제10회 | まっすぐトランペット 올곧은 트럼펫                 | 야마무라 타쿠야                                 | 야마무라 타쿠야                                 | 이케다 카즈미 아키타케 세이이치               | 6월 10일        |
| 제11회 | おかえりオーディション 어서 와, 오디션             | 유키무라 아이                                   | 유키무라 아이                                   | 우에노 치요코                                 | 6월 17일        |
| 제12회 | わたしのユーフォニアム 나의 유포니엄               | 미요시 이치로                                   | 미요시 이치로                                   | 마루키 노부아키                               | 6월 24일        |
| 최종회 | さよならコンクール 안녕, 콩쿠르                    | 야마다 나오코                                   | 카와나미 에이사쿠                               | 히키야마 카요 아키타케 세이이치 세자키 리에   | 7월 1일         |
| 번외편 | かけだすモナカ 달려나가는 모나카                   | 오가와 타이치                                   | 오가와 타이치                                   | 니시야 후토시                                 | -               |
| 제2기  |                                                    |                                                 |                                                 |                                               |                 |
| 제1회  | まなつ のファンファーレ 한여름의 팡파레            | 이시하라 타츠야                                 | 이시하라 타츠야 후지타 하루카                   | 아키타케 세이이치 오카무라 코헤이 츠노다 유키 | 2016년 10월 6일 |
| 제2회  | とまどいフルート 망설이는 플루트                   | 타케모토 야스히로                               | 이시다테 타이치                                 | 마루키 노부아키                               | 10월 13일       |
| 제3회  | なやめるノクターン 고민하는 녹턴                   | 야마무라 타쿠야                                 | 야마무라 타쿠야                                 | 이케다 카즈미                                 | 10월 20일       |
| 제4회  | めざめるオーボエ 깨어나는 오보에                   | 오가와 타이치                                   | 오가와 타이치                                   | 우에노 치요코 마루키 노부아키                 | 10월 27일       |
| 제5회  | きせきのハーモニー 기적의 하모니                   | 미요시 이치로 이시하라 타츠야                   | 미요시 이치로                                   | 묘켄 유코 츠노다 유키                         | 11월 3일        |
| 제6회  | あめふりコンダクター 비 오는 날의 지휘자           | 카와나미 에이사쿠                               | 카와나미 에이사쿠                               | 카도와키 미쿠                                 | 11월 10일       |
| 제7회  | えきびるコンサート 역사 콘서트                     | 후지타 하루카                                   | 후지타 하루카                                   | 오카무라 코헤이 니시야 후토시                 | 11월 17일       |
| 제8회  | かぜひきラプソディー 감기에 걸린 랩소디            | 키타노하라 노리유키                             | 키타노하라 노리유키                             | 츠노다 유키                                   | 11월 24일       |
| 제9회  | ひびけ! ユーフォニアム 울려라! 유포니엄            | 이시다테 타이치                                 | 이시다테 타이치                                 | 타카세 아키코                                 | 12월 1일        |
| 제10회 | ほうかごオブリガート 방과 후의 오블리가토          | 야마무라 타쿠야                                 | 야마무라 타쿠야                                 | 이케다 카즈미                                 | 12월 8일        |
| 제11회 | はつこいトランペット 첫사랑 트럼펫                 | 후지타 하루카                                   | 오가와 타이치                                   | 우에노 치요코                                 | 12월 15일       |
| 제12회 | さいごのコンクール 마지막 콩쿠르                   | 야마다 나오코 미요시 이치로                     | 미요시 이치로                                   | 묘켄 유코 마루코 타츠나리                     | 12월 22일       |
| 최종회 | はるさきエピローグ 초봄 에필로그                   | 야마다 나오코 이시하라 타츠야 카와나미 에이사쿠 | 야마다 나오코 이시하라 타츠야 카와나미 에이사쿠 | 니시야 후토시                                 | 12월 29일       |
| 제3기  |                                                    |                                                 |                                                 |                                               |                 |
| 제1회  | あらたなユーフォニアム 새로운 유포니엄             | 오가와 타이치                                   | 오가와 타이치                                   | 타카하시 마리코                               | 2024년 4월 7일  |
| 제2회  | さんかくシンコペーション 삼각 싱커페이션           | 이시하라 타츠야                                 | 이시하라 타츠야                                 | 오카무라 코헤이                               | 4월 14일        |
| 제3회  | みずいろプレリュード 물빛 전주곡                   | 이사이 메이                                     | 이사이 메이                                     | 카도와키 미쿠                                 | 4월 21일        |
| 제4회  | きみとのエチュード 너와의 에튀드                   | 야마무라 타쿠야                                 | 야마무라 타쿠야                                 | 히키야마 카요                                 | 4월 28일        |
| 제5회  | ふたりでトワイライト 둘이서 트와일라이트           | 이시다테 타이치                                 | 이시다테 타이치                                 | 토쿠야마 타마미                               | 5월 5일         |
| 제6회  | ゆらぎのディゾナンス 흔들리는 불협화음             | 키타노하라 노리유키                             | 키타노하라 노리유키                             | 마루키 노부아키                               | 5월 12일        |
| 제7회  | なついろフェルマータ 여름빛 페르마타               | 야마무라 타쿠야                                 | 야마무라 타쿠야                                 | 타카하시 마리코                               | 5월 19일        |
| 제8회  | なやめるオスティナート 고민하는 오스티나토         | 이사이 메이                                     | 미야기 료                                       | 카도와키 미쿠                                 | 5월 26일        |
| 제9회  | ちぐはぐチューニング 어긋난 튜닝                   | 이시다테 타이치                                 | 이시다테 타이치                                 | 히키야마 카요                                 | 6월 2일         |
| 제10회 | つたえるアルペジオ 전하는 아르페지오               | 오오타 미노루                                   | 오오타 미노루 키타노하라 노리유키               | 오카무라 코헤이                               | 6월 9일         |
| 제11회 | みらいへオーケストラ 미래로 가는 오케스트라        | 키타노하라 노리유키                             | 키타노하라 노리유키                             | 마루키 노부아키                               | 6월 16일        |
| 제12회 | さいごのソリスト 마지막 솔리스트                   | 오가와 타이치                                   | 야마무라 타쿠야                                 | 타카하시 마리코 히키야마 카요                 | 6월 23일        |
| 최종회 | つながるメロディ 이어지는 멜로디                   | 이시하라 타츠야                                 | 이시하라 타츠야 오카무라 코헤이                 | 이케다 카즈미 카도와키 미쿠 마루키 노부아키   | 6월 30일        |

## 관련 상품

### BD / DVD
| 권    | 발매일           | 수록화        | 규격품번   | 규격품번   |
| 권    | 발매일           | 수록화        | BD         | DVD        |
| 제1기 | 제1기            | 제1기         | 제1기      | 제1기      |
| ----- | ---------------- | ------------- | ---------- | ---------- |
| 1     | 2015년 6월 17일  | 제1회·제2회   | PCXE-50531 | PCBE-54861 |
| 2     | 2015년 7월 15일  | 제3회·제4회   | PCXE-50532 | PCBE-54862 |
| 3     | 2015년 8월 19일  | 제5회·제6회   | PCXE-50533 | PCBE-54863 |
| 4     | 2015년 9월 16일  | 제7회·제8회   | PCXE-50534 | PCBE-54864 |
| 5     | 2015년 10월 21일 | 제9회·제10회  | PCXE-50535 | PCBE-54865 |
| 6     | 2015년 11월 18일 | 제11회·제12회 | PCXE-50536 | PCBE-54866 |
| 7     | 2015년 12월 16일 | 최종회·번외편 | PCXE-50537 | PCBE-54867 |
| 제2기 |                  |               |            |            |
| 1     | 2016년 12월 21일 | 제1회         | PCXE-50711 | PCBE-55531 |
| 2     | 2017년 1월 18일  | 제2회·제3회   | PCXE-50712 | PCBE-55532 |
| 3     | 2017년 2월 15일  | 제4회·제5회   | PCXE-50713 | PCBE-55533 |
| 4     | 2017년 3월 15일  | 제6회·제7회   | PCXE-50714 | PCBE-55534 |
| 5     | 2017년 4월 19일  | 제8회·제9회   | PCXE-50715 | PCBE-55535 |
| 6     | 2017년 5월 17일  | 제10회·제11회 | PCXE-50716 | PCBE-55536 |
| 7     | 2017년 6월 21일  | 제12회·최종회 | PCXE-50717 | PCBE-55537 |
| 제3기 |                  |               |            |            |
| 1     | 2024년 6월 26일  | 제1회 - 제3회 | PCXE-53361 | PCBE-56551 |
| 2     | 2024년 7월 31일  | 제4회·제5회   | PCXE-53362 | PCBE-56552 |
| 3     | 2024년 8월 28일  | 제6회·제7회   | PCXE-53363 | PCBE-56553 |
| 4     | 2024년 9월 25일  | 제8회·제9회   | PCXE-53364 | PCBE-56554 |
| 5     | 2024년 10월 30일 | 제10회·제11회 | PCXE-53365 | PCBE-56555 |
| 6     | 2024년 11월 27일 | 제12회·최종회 | PCXE-53366 | PCBE-56556 |

### CD
| 발매일           | 타이틀                                                              | 아티스트                       | 비고              |
| ---------------- | ------------------------------------------------------------------- | ------------------------------ | ----------------- |
| 2015년 4월 22일  | DREAM SOLISTER                                                      | TRUE                           | 제1기 오프닝 테마 |
| 2015년 5월 13일  | 투티!                                                               | 키타우지 카르텟                | 제1기 엔딩 테마   |
| 2015년 7월 1일   | 캐릭터송 Vol.1 오마에 쿠미코                                        | 오마에 쿠미코(쿠로사와 토모요) |                   |
| 2015년 7월 8일   | おもいでミュージック                                                | 마츠다 아키토                  | 제1기 사운드트랙  |
| 2015년 7월 8일   | 캐릭터송 Vol.2 카토 하즈키                                          | 카토 하즈키(아사이 아야카)     |                   |
| 2015년 7월 15일  | 캐릭터송 Vol.3 카와시마 사파이어                                    | 카와시마 사파이어(토요타 모에) |                   |
| 2015년 7월 22일  | 캐릭터송 Vol.4 코사카 레이나                                        | 코사카 레이나(안자이 치카)     |                   |
| 2015년 8월 19일  | TV 애니메이션 《울려라! 유포니엄》 드라마 CD                        |                                | 드라마 CD         |
| 2015년 8월 19일  | 울려라! 유포 라디오                                                 |                                | 라디오 CD         |
| 2016년 10월 12일 | 사운드스케이프                                                      | TRUE                           | 제2기 오프닝 테마 |
| 2016년 11월 2일  | 비바체!                                                             | 키타우지 카르텟                | 제2기 엔딩 테마   |
| 2017년 1월 11일  | おんがくエンドレス                                                  | 마츠다 아키토                  | 제2기 사운드트랙  |
| 2021년 3월 24일  | 「響け！ユーフォニアム」5th Anniversary Disc 〜きらめきパッセージ〜 |                                | 드라마 CD         |

### 내용주
1. 1 2  2019년 7월 18일에 발생한 교토 애니메이션 방화 사건으로 희생되었지만 사후 작품에서도 계속해서 인정받고 있다.
2. ↑  교토 애니메이션, 포니 캐년, 란티스, 라쿠온샤
3. ↑  교토 애니메이션, 포니 캐년, 반다이 남코 뮤직 라이브, 라쿠온샤, ABC 애니메이션
4. ↑  오마에 쿠미코(쿠로사와 토모요), 카토 하즈키(아사이 아야카), 카와시마 사파이어(토요타 모에), 코사카 레이나(안자이 치카)

### 참조주
1. 1 2  “『響け！ユーフォニアム３』OPはTRUEさん、EDは北宇治カルテットが担当！ 過去劇場上映2作の一挙上映＆舞台挨拶が決定”. 《アニメイトタイムズ》. アニメイト. 2024년 2월 17일. 2024년 2월 18일에 확인함.
2. 1 2 3 4 5 6 7 8 9 10 11 12 13 14 15 16 17 18 19 20 21 22  “「響け！ユーフォニアム3」はNHK Eテレで放送、新キャラ真由役は戸松遥”. 《コミックナタリー》 (ナターシャ). 2023년 11월 23일. 2023년 11월 23일에 확인함.
3. 1 2 3 4 5 6 7 8 9 10 11 12 13 14 15 16 17 18 19 20 21 22 23 24 25 26 27 28 29 30 31 32 33 34 35 36  “響け！ユーフォニアム”. 《allcinema》. スティングレイ. 2023년 9월 6일에 확인함.
4. 1 2 3 4 5 6 7 8 9 10 11 12 13 14 15 16 17 18 19 20 21 22  “響け！ユーフォニアム2”. 《allcinema》. スティングレイ. 2023년 9월 6일에 확인함.
5. 1 2  “OPED：PRODUCTS | TVアニメ『響け！ユーフォニアム』公式サイト” (일본어). 2016년 12월 5일에 확인함.
6. 1 2 3 4  “キャラクターソング：PRODUCTS | TVアニメ『響け！ユーフォニアム』公式サイト” (일본어). 2016년 12월 5일에 확인함.
7. ↑  “映像商品”. 《TVアニメ『響け！ユーフォニアム3』公式サイト》. 2024년 4월 8일에 확인함.
8. ↑  “5th Anniversary Disc ジャケットイラスト公開！”. 《アニメ『響け！ユーフォニアム』公式サイト》. 2021년 1월 28일. 2021년 2월 5일에 확인함.